# Vladislav Jakovlev
Vladislav Gennad'evič Jakovlev (in russo Владислав Геннадьевич Яковлев?; 14 febbraio 2002) è un calciatore russo, attaccante del CSKA Mosca.

## Caratteristiche tecniche
È un centravanti.

## Carriera

### Club
Cresciuto nel settore giovanile del CSKA Mosca, debutta in prima squadra il 12 aprile 2021 in occasione dell'incontro di Prem'er-Liga vinto 2-0 contro il Rotor.

### Nazionale
Nel 2022 ha realizzato una rete in 3 presenze con la maglia della nazionale russa Under-21.

## Statistiche

### Presenze e reti nei club
Statistiche aggiornate al 31 luglio 2021.
| Stagione        | Squadra         | Campionato      | Campionato | Campionato | Coppe nazionali | Coppe nazionali | Coppe nazionali | Coppe continentali | Coppe continentali | Coppe continentali | Altre coppe | Altre coppe | Altre coppe | Totale | Totale |
| Stagione        | Squadra         | Comp            | Pres       | Reti       | Comp            | Pres            | Reti            | Comp               | Pres               | Reti               | Comp        | Pres        | Reti        | Pres   | Reti   |
| --------------- | --------------- | --------------- | ---------- | ---------- | --------------- | --------------- | --------------- | ------------------ | ------------------ | ------------------ | ----------- | ----------- | ----------- | ------ | ------ |
| 2020-2021       | CSKA Mosca      | PL              | 2          | 0          | CR              | 0               | 0               |                    | -                  | -                  |             | -           | -           | 2      | 0      |
| 2021-2022       | CSKA Mosca      | PL              | 4          | 0          | CR              | 0               | 0               |                    | -                  | -                  |             | -           | -           | 4      | 0      |
| Totale carriera | Totale carriera | Totale carriera | 6          | 0          |                 | 0               | 0               |                    | -                  | -                  |             | -           | -           | 6      | 0      |

## Palmarès

### Club

#### Competizioni nazionali
- Coppa di Russia: 1

CSKA Mosca: 2024-2025